# Street Sweeper Social Club

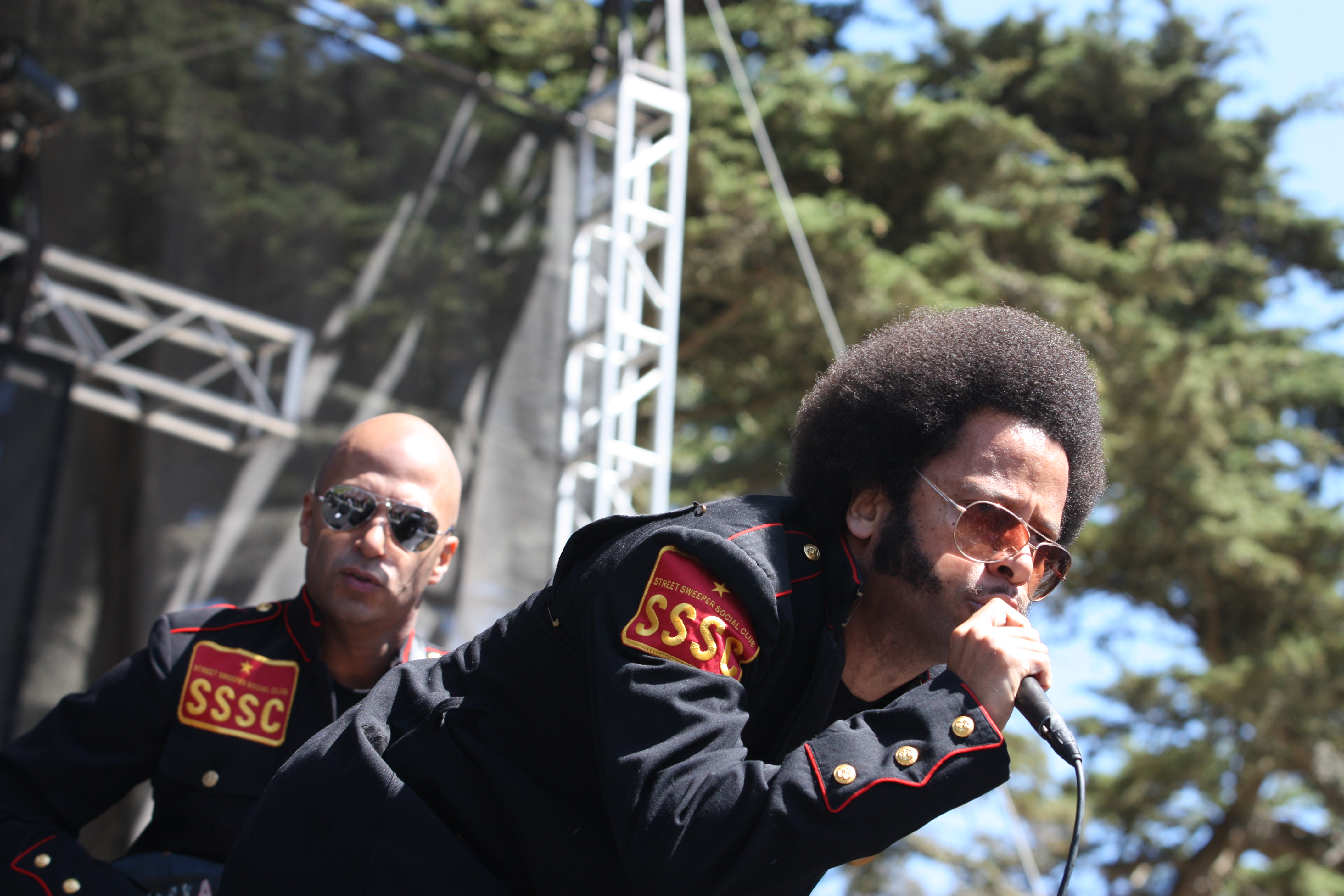
Street Sweeper Social Club, Boots Riley a Tom Morello

Street Sweeper Social Club je americká rap rocková hudební superskupina založená v roce 2006 v Los Angeles. Skupina se skládá z kytaristy Toma Morella z Rage Against the Machine a zpěváka/MC Bootse Rileyho z The Coup. Skupina testovala své písně během Morellova Nightwatchmanově turné a 16. června 2009 vydala první album Street Sweeper Social Club. Stanton Moore na tomto albu bubnuje, avšak následujícího turné se nezúčastnil. Další členové kapely se účastní jen turné, jsou to kytarista Carl Restivo, basista Dave Gibbs a bubeník Eric Gardner.

## Diskografie
Studiová alba
| Rok  | Název                                                                             |
| ---- | --------------------------------------------------------------------------------- |
| 2009 | Street Sweeper Social Club - Vydáno: 16. června 2009 - Label: Warner - Formát: CD |

EP
| Rok  | Název                                                                                    |
| ---- | ---------------------------------------------------------------------------------------- |
| 2010 | The Ghetto Blaster EP - Vydáno: 10. srpna 2010 - Label: Cooking Vinyl - Formát: CD/Vinyl |

Ostatní
| Rok  | Název |
| ---- | --- |
| 2009 | NINJA 2009 Tour Sampler - Vydáno: 20. března 2009 - Label: The Null Corporation - Formát: Digitální distribuce |

Singly
| Rok  | Název               |
| ---- | ------------------- |
| 2009 | "100 Little Curses" |
| 2010 | "Promenade"         |
| 2010 | "Paper Planes"      |